# Per Björling
Per Larsson Björling, född 25 september 1833 i Lima socken, död 11 december 1918 i Lima församling, var en svensk klockare, organist, folkskollärare och amatörorgelbyggare i Lima.

## Biografi
Björling föddes 1833 på Ytternäs 2 i Lima socken. Han var son till Lars Olsson och Carin Jonsdotter.
Björling flyttade 1859 till Skolgården och blev började arbeta som lärare. Familjen flyttade 1889 till Norrbäcken 2. Björling avled 11 december 1918 i Lima.

## Orglar
| År   | Ursprunglig kyrka | Stift    | Bild | Manualer | Pedal   | Stämmor | Bevarad orgel/fasad | Övrigt |
| ---- | ----------------- | -------- | ---- | -------- | ------- | ------- | ------------------- | --- |
| 1870 | Lima kyrka        | Västerås |      |          |         | 6       | Nej/Nej             | Orgeln bestod av träpipor. Orgeln såldes 1879 till Venjans kyrka. En ny orgel byggdes före 1917 av Gustaf Wilhelm Becker, Floda socken. |
| 1879 | Lima kyrka        | Västerås |      | 2        | Bihängd | 12      | Nej/Nej             | En ny orgel byggdes 1952 av Åkerman & Lund, Knivsta.                                                                                    |